# Верескуны
Верескуны́ (укр. Верескуни) — село,
Тростянецкий сельский совет,
Ичнянский район,
Черниговская область,
Украина. Расположено на реке Иваница (Верескуны).
Код КОАТУУ — 7421788505. Население по переписи 2001 года составляло 299 человек .

## Географическое положение
Село Верескуны находится у истоков безымянной речушки,
ниже по течению на расстоянии в 2 км расположено село Бережовка.
Через село проходит автомобильная дорога Т-2529.
Расстояние до районного центра:Ичня : (27 км.), до областного центра:Чернигов (127 км.), до столицы:Киев (166 км). Ближайшие населенные пункты: Бережовка 3 км., Лісогорі Пролиски и Тростянец 5 км.

## История
- 1701 год — дата основания села казаком Верескуном.